# Wroniawy (Łódź)
Pour les articles homonymes, voir Wroniawy.
Wroniawy est une localité polonaise de la gmina de Goszczanów, située dans le powiat de Sieradz en voïvodie de Łódź.